# ディック・スミス
ディック・スミス（Dick Smith, 本名：Richard Emerson Smith, 1922年6月26日 - 2014年7月30日）は、アメリカ合衆国のメイクアップアーティスト。

## 来歴・人物
ニューヨーク州ラーチモント出身。イエール大学卒業。当初は歯科医志望だったが、19歳の時に「ブック・オブ・メイクアップ」を読んで、メイクアップアーティストを志すようになる。大学では演劇部のメイクを担当していた。卒業後は陸軍に入隊し、第二次大戦に従軍。
1945年、NBCテレビが開局すると、テレビ界では初めてとなる常勤のメイクアップアーティストとなる。当時のテレビドラマはすべて生放送だったが、スミスは出演者の老けメイクを即興でこなして名を上げた。
その後映画界へと進出、フォームラテックス （液状の特殊ゴム素材＝ラテックスをミキサーで撹拌・発泡させた後、オーブンで焼き上げ、柔らかいスポンジ状にした物）製のマスクを小さなパーツに分解する“オーバーラップ・アプライエンス”という手法を映画で初めて使用して注目を集める。
『小さな巨人』（ダスティン・ホフマン）や『エクソシスト』（リンダ・ブレア、マックス・フォン・シドー）、『ゴッドファーザー』（マーロン・ブランド）、『タクシードライバー』（ロバート・デ・ニーロ）でのメイクが有名で、繊細でリアリスティックなメイクを得意とした。1984年、『アマデウス』で老サリエリ（F・マーリー・エイブラハム）の老けメイクを担当して、第57回アカデミーメイクアップ賞を受賞した。
黒沢清監督のホラー映画『スウィートホーム』のメイクを担当したほか、1992年から2000年まで代々木アニメーション学院特殊メイク科で講師を務めた。
2011年、第84回アカデミー名誉賞を受賞した。弟子にリック・ベイカー、辻一弘らがいる。
2014年7月30日に老衰で死去した。92歳没。

## 主な作品
- 出獄 Call Northside 777 (1948) クレジットなし
- 鉄のカーテン The Iron Curtain (1948) クレジットなし
- 向う見ずの男 From Hell to Texas (1958) クレジットなし
- 恐怖のワニ人間 The Alligator People (1959) 劇場未公開
- 枢機卿 The Cardinal (1963)
- マリアンの友だち The World of Henry Orient (1964)
- 何という生き方! What a Way to Go! (1964)
- 真夜中のカーボーイ Midnight Cowboy (1969)
- 血の唇 House of Dark Shadows (1970)
- 小さな巨人 Little Big Man (1970)
- ケラーマン Who Is Harry Kellerman and Why Is He Saying Those Terrible Things About Me? (1971) 劇場未公開
- ゴッドファーザー The Godfather (1972)
- エクソシスト The Exorcist (1973)
- ゴッドファーザー PART II The Godfather Part II (1974)
- ステップフォード・ワイフ The Stepford Wives (1975)
- サンシャイン・ボーイズ The Sunshine Boys (1975) 劇場未公開
- タクシードライバー Taxi Driver (1976)
- マラソンマン Marathon Man (1976)
- センチネル The Sentinel (1976)
- エクソシスト2 Exorcist II: The Heretic (1977)
- ディア・ハンター The Deer Hunter (1978)
- アルタード・ステーツ/未知への挑戦 Altered States (1980)
- スキャナーズ Scanners (1981)
- ナイトホークス Nighthawks (1981)
- 殺しのファンレター The Fan (1981) 劇場未公開
- ゴースト・ストーリー Ghost Story (1981) 劇場未公開
- ハンガー The Hunger (1983)
- スパズムス/蛇霊の恐怖 Spasms (1983) 劇場未公開
- アマデウス Amadeus (1984)
- スターマン/愛・宇宙はるかに Starman (1984)
- 南北戦争物語 愛と自由への大地 North and South (1985 - 1986) テレビドラマ
- ポルターガイスト3 / 少女の霊に捧ぐ… Poltergeist III (1988)
- スウィートホーム (1989) 日本映画
- 晩秋 Dad (1989)
- スティーヴン・キングのゴールデン・イヤーズ Golden Years (1991) テレビドラマ
- 永遠に美しく… Death Becomes Her (1992)
- フォーエヴァー・ヤング 時を超えた告白 Forever Young (1992)
- TATARI タタリ House on Haunted Hill (1999)

## 受賞
- 第57回アカデミーメイクアップ賞（『アマデウス』）
- 第84回アカデミー名誉賞